# Ana Leopóldovna de Mecklenburg-Schwerin
Ana Leopóldovna de Mecklenburg-Schwerin (rus: А́нна Леопо́льдовна/ А́нна Ка́рловна/ Елизавета Катарина Кристина, принцесса Мекленбург-Шверинская)  (Rostock, 18 de desembre de 1718 - Kholmogory, 19 de març de 1746) també coneguda com a Ana Kárlovna (А́нна Ка́рловна), regent de Rússia per uns mesos (1740-1741) durant la minoria del seu fill Ivan VI.
Era filla de la princesa Catalina Ivánovna (germana de l'emperadriu Anna Ivànovna) i del duc Carles Leopold de Mecklemburg-Schwerin. En convertir-se el 1732 al dogma de l'Església grega, rebé el nom d'Anna; el 1739 va contraure matrimoni amb el príncep Antonio Ulrico de Brunswick-Wolfenbüttel, i el 1740 tingué un fill, el príncep Ivan VI, que fou designat per l'emperadriu Anna per a succeir-la en el tron sota la regència de Ernst Johann von Biron. Quan aquest va caure en desgràcia amb la mare del jove emperador per culpa del feldmamariscal Münnich, Anna es va fer proclamar regent, i nomenà primer ministre a Münnich, el qual, no obstant va dimitir del seu càrrec el 13 de març de 1741. Va mantenir relacions amoroses amb el diplomàtic saxó Lynar, que tingué de casar-se amb l'amiga d'Anna, Julia von Mengden. Es tramà una conspiració per nomenar emperadriu a Elisabet I, filla de Pere I el Gran, i durant la nit del 5 al 6 de desembre de 1741 Anna i el seu marit, el príncep Antonio Ulrico, junt amb els seus fills, el destronat emperador Ivan i la princesa Catalina, foren portats a Riga, i després a Cholmogory, a les ribes del Dvinà, i on aquella morí el 1746, després d'haver donat altres tres fills al seu marit. Ivan fou conduït a Schlüsselburg el 1756 on fou assassinat vuit anys més tard.